# Вырубка (отходы)

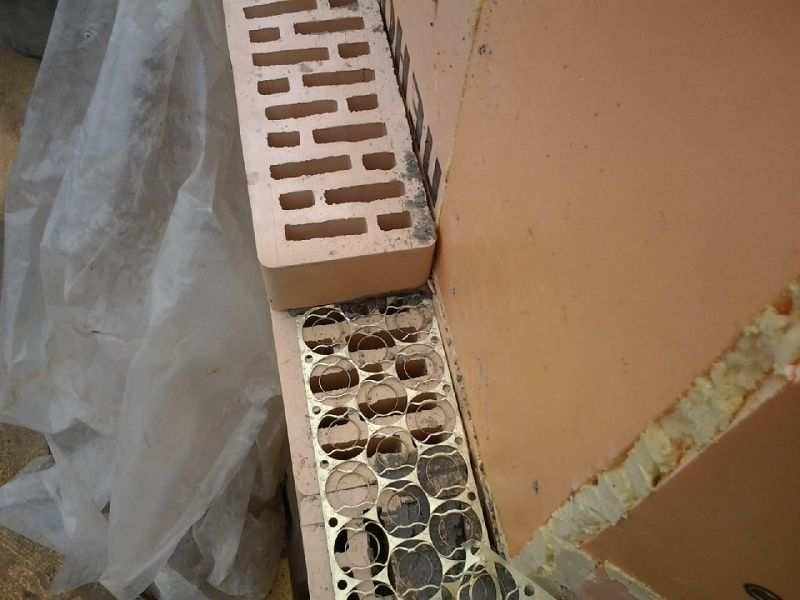
Вырубка в кладке

Вы́рубка — вторичное сырье металлообработки, которое активно используется в строительстве для армирования кирпичной кладки, а также в качестве гибких связей в колодцевой кладке.
Так же этот строительный материал называют просе́чкой и вы́сечкой.
Армирование кладки вырубкой позволяет существенно улучшить эксплуатационные характеристики возводимых конструкций. Дело в том, что в процессе эксплуатации здания в кирпиче возникают кроме напряжения сжатия ещё и напряжение изгиба, среза и растяжения. Это связано с тем, что кирпич опирается на поверхность не всей своей площадью, а цементный раствор имеет разную толщину. Силы действующие на кирпич сверху и снизу имеют разные значения, поэтому в кирпиче возникают напряжения изгиба и среза. Модуль упругости кирпича и раствора разные, поэтому раствор выдавливается из шва и тянет за собой кирпич разрывая его.
Для более равномерного распределения нагрузки в строительстве используется армирование кладки. Усиление продольных швов позволяет избежать расслоения кладки. При поперечном армировании вырубка принимает на себя растягивающие усилия, препятствуя разрушению кирпича при изгибе, и тем самым усиливают несущую способность сжатого сегмента.
Вырубку для армирования кирпичной кладки необходимо закладывать не реже чем через каждые 5 рядов, а если стена возводится из утолщённого кирпича — через 3 ряда.
В целом же армирование кирпичной кладки — весьма эффективный метод повышения несущей способности возводимых конструкций, который эффективно позволяет избежать деформации кладки и при правильной укладке вырубки оптимально распределяет нагрузки по всей стене.
В настоящее на российском рынке существует два вида металлической вырубки. Это вырубка из чёрного металла и биметаллическая вырубка.
Вырубка из чёрного металла отличается высокой прочностью, жесткостью и низкой ценой. Её толщина от 1 до 2 мм.
Биметаллическая просечка имеет более мягкую структуру и латунное или медное покрытие, что повышает её износостойкость и антикоррозийные свойства.
В свою очередь биметаллическая просечка разделяется на два вида — это, так называемые, золотая (0,55мм) и толстая(1мм). Тонкая просечка используется специально для тонких деликатных швов, например для армирования кладки из облицовочного кирпича.

Преимущества использование вырубки в качестве армирующего материала:
- Легкость монтажа
- Эластичность
- Не утяжеляет конструкцию
- Улучшает качество кирпичной кладки за счет получения более тонкоцементного шва
- Щелочестойкость